# Chalma, delstaten Mexiko
Chalma är en ort i kommunen Malinalco i delstaten Mexiko i Mexiko. Samhället hade 1 814 invånare vid folkräkningen år 2020.